# Oakforest-PACS
Oakforest-PACSは、2016年に製造された超並列型スーパーコンピュータである。

## 概要
総理論演算性能は25ペタフロップス（PFLOPS）に達し、2016年11月のTOP500では理化学研究所の京の7位を越えて日本国内で最速の6位につけている。
Oakforest-PACSは、計算ノードにインテルXeon Phi（KNL）プロセッサーを搭載した8208ノードの富士通の『PRIMERGY CX600 M1』で構成される。